# John Charles Duncan
John Charles Duncan (* 8. Februar 1882 in Knightstown, Indiana; † 10. September 1967 in Chula Vista, Kalifornien) war ein US-amerikanischer Astronom.

## Leben
John Charles Duncan war der Sohn von Daniel Davidson und Naomi, geborene Jessup, Duncan. Er studierte an der Indiana University und erhielt dort 1905 seinen Bachelor of Arts. 1905/1906 erhielt er das erste von Percival Lowell für Studenten der Indiana University gestiftete Lawrence Fellowship am Lowell Observatory in Flagstaff, Arizona, und beteiligte sich dort an der fotografischen Suche nach einem transneptunischen Planeten; im Sommer 1912 kehrte er an das Lowell Observatory zurück um weiter bei der Suche zu helfen. Nach seinem Master of Arts im Jahr 1906 begann er sein Doktoratsstudium an der University of California unter dem Direktor des Lick Observatory William Wallace Campbell und dissertierte 1909 über die Cepheiden Y Sagittarii und RT Aurigae.
Danach war er von 1909 bis 1916 Dozent an der Harvard University, ab 1911 dann auch bis 1916 zeitgleich am Radcliffe College, bevor er 1916 zum Professor und Leiter der astronomischen Fakultät des Wellesley College und zum Direktor des Whitin Observatory ernannt wurde. Nach seinem Ruhestand im Jahr 1950 war er noch die nächsten zwölf Jahre als Gastprofessor am Steward Observatory tätig.
Viel seiner späteren Arbeit war eng verbunden mit dem Mount Wilson Observatory, welches er 1920/21 zum ersten Mal besuchte und wo er die Sommer von 1922 bis 1949 als freiwilliger Mitarbeiter verbrachte. Am Mount Wilson Observatory fertigte er zahlreiche Aufnahmen von Galaxien und Nebeln an, forschte über die Ausdehnung und Filamente des Krebsnebels und entdeckte drei veränderliche Sterne im Dreiecksnebel. Sein Lehrbuch über Astronomie erschien in der ersten Auflage 1926, in der fünften Auflage 1955 und in einer gekürzten Ausgabe 1947.
Duncan war Fellow der Royal Astronomical Society und der American Astronomical Society (von 1936 bis 1939 Secretary derselben), sowie Mitglied der Internationalen Astronomischen Union, seit 1938 der American Association for the Advancement of Science, der American Academy of Arts and Sciences und zahlreicher weiterer wissenschaftlichen Gesellschaften. Der am 18. Februar 1966 am Goethe Link Observatory entdeckte Asteroid 1966 DH wurde nach ihm benannt.
John Charles Duncan war seit 1906 mit Katharine Armington Bullard verheiratet und hatte mit ihr zusammen eine Tochter.

## Werke (Auswahl)
- The Orbits of the Cepheid variables Y Sagittarii and RT Aurigae; with a Discussion of the possible Causes of this Type of Stellar Variation. In: Lick Observatory Bulletin. Number 151, 1909, S. 82–94, bibcode:1909LicOB...5...82D (englisch, PhD thesis).
- Astronomy. A Text Book. Harper & Brothers, London & New York 1927 (englisch, Online).
- Essentials of Astronomy. Harper & Brothers, New York 1942 (englisch).